# Kereki
Kereki je vas na Madžarskem, ki upravno spada pod podregijo Balatonföldvári Šomodske županije.